# 第一合同庁舎内JRトラベルセンター
第一合同庁舎内JRトラベルセンター（だいいちごうどうちょうしゃないジェイアールトラベルセンター）は、北海道札幌市北区北8条西2丁目の札幌第1合同庁舎地下階にあった北海道旅客鉄道（JR北海道）の旅行センター。2008年（平成20年）3月31日をもって閉店した。

## 概説
乗車券類やJR北海道の特別企画乗車券、国内旅行商品、航空券などを販売していた（海外旅行商品は取扱いなし）。北海道ジェイ・アール・サービスネットに業務委託されていた。